# Эльмкис, Илай
Илай Эльмкис (ивр. עילי אלמקייס‎; родился 10 марта 2000) — израильский футболист, полузащитник клуба «Хоффенхайм» и сборной Израиля, выступающий на правах аренды за австрийский клуб «Адмира Ваккер».

## Ранние годы
Эльмкис родился в Нагарии, Израиль, в семье сефардов. Выступал за молодёжные команды футбольных клубов «Бейтар Нагария» и «Маккаби Хайфа».
В 2015 году приехал в Германию, где начал выступать за команду «Зинсхайм», позднее в том же году перешёл в академию «Хоффенхайма». В основном составе «Хоффенхайма» дебютировал 16 мая 2020 года в матче немецкой Бундеслиги против берлинской «Герты».
В сентябре 2020 года перешёл на правах аренды за нидерландский АДО Ден Хааг.

## Клубная карьера
В 2019 году дебютировал за резервную команду «Хоффенхайма» в рамках немецкой Региональной лиги «Юго-Запад». 

## Карьера в сборной
Выступал за сборные Израиля до 16, до 17, до 19 лет и до 21 года. В октябре 2019 года получил свой первый вызов в первую сборную Израиля на матчи отборочного турнира к чемпионату Европы против Австрии и Латвии. 15 октября 2019 года дебютировал в составе главной сборной Израиля в матче против Латвии.

## Личная жизнь
Эльмкис говорит на иврите, английском и немецком. В 2018 году снялся в фильме, посвящённом истории евреев во время Второй мировой войны в деревне Хоффенхайм, сыграв в нём главную роль, и став комментатором на всех трёх языках.